# Elecciones presidenciales de Armenia de 2003
En 2003, la elección presidencial de Armenia tuvo lugar el 19 de febrero y el 5 de marzo de 2003. Ningún candidato recibió una mayoría en la primera ronda de la elección con el presidente titular Robert Kocharián ganando ligeramente por debajo del 50% del electorado. Por tanto, hubo una segunda ronda y Kocharyan venció a Stepan Demirchyan, los resultados oficiales le mostraron ganando justo por encima del 67% del electorado. Aun así tanto la oposición y los observadores internacionales dijeron que la elección había visto cantidades significativas del fraude electoral y la oposición no reconocieron los resultados de la elección.

## Antecedentes
Robert Kocharyan había sido presidente elegido en la elección presidencial de 1998 en la cual derrotó a Karen Demirchyan. La elección fue hecha cuándo Levon Ter-Petrossian estuvo forzado a dimitir como Presidente después de apalabrar un plan para resolver el conflicto de Nagorno-Karabaj, el cual sus ministros, incluyendo Kocharyan, habían rechazado aceptar.

El 7 de agosto de 2002 la Comisión de Elección Central de Armenia anunció que la elección presidencial sería el 19 de febrero de 2003, con los nombramientos requeridos hasta el 6 de diciembre de 2002. Los candidatos tuvieron que suministrar 40,000 firmas de soporte para ser capaces de estar en la elección.

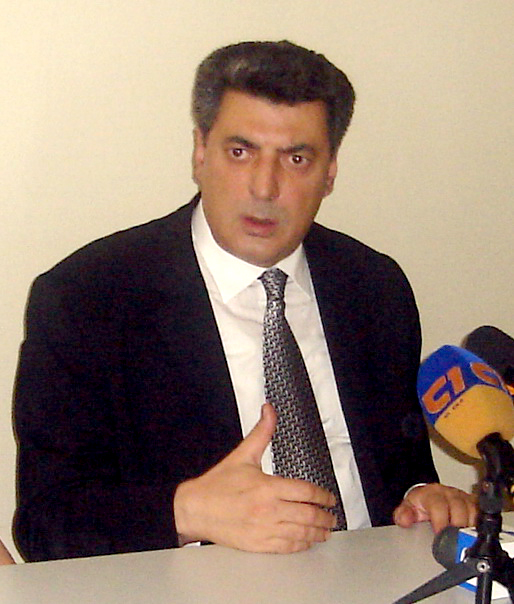
Stepan Demirchyan

El presidente Kocharyan ya había anunciado que estaba en planes de la reelección y los partidos de oposición intentaron para estar de acuerdo en presentar un candidato unido, pero no tuvieron éxito. El anterior presidente Levon Ter-Petrosián también contempló postularse en la elección pero finalmente decidió no presentarse.

## Primera ronda
15 personas anunciaron que estarían en elección, pero al final solo 9 candidatos estuvieron en la primera ronda de la elección presidencial. Los informes en los medios de comunicación fueron vistos como unilaterales, con una organización de monitoreo de los medios de comunicación diciendo que el presidente Kocharyan recibió cerca de cinco veces más cobertura durante la campaña que los otros ocho candidatos combinados. Kocharyan hizo campaña con el récord de crecimiento económico durante su presidencia y consiguió soporte de varios partidos políticos, mientras su campaña fue realizada por el ministro de defensa Serzh Sargsyan. Su adversario principal era Stepan Demirchyan, el dirigente del Partido Popular de Armenia e hijo de Karen Demirchyan, un dirigente de la época soviética de Armenia y jefe del partido del Parlamento Armenio quién había sido asesinado en 1999. Demirchyan participó en la elección como un candidato anticorrupción. El otro candidato principal era Artashes Geghamyan que había sido alcalde de Ereván, del partido de Unidad Nacional.
Las encuestas de opinión en el período previo a las elecciones mostraron que el presidente Kocharyan podría ganar el 50% requerido para evitar una segunda ronda. Los resultados tempranos mostraron Kocharyan ganando sobre la mitad de los votos, pero los resultados finales de la primera ronda mostraron que falló aquel objetivo y así que estuvo forzado a una segunda ronda contra Stepan Demirchyan. Esta era la primera vez que cualquier presidente titular en la Comunidad de Estados Independientes había fallado en ganar en la primera ronda de una elección.

## Segunda ronda
Algunos seguidores de oposición llamaron a Demirchyan a boicotear la segunda ronda pero a pesar de participar en protestas sobre la conducta de la primera ronda participó en la elección. La mayoría de los partidos de oposición se pusieron detrás de Demirchyan en la elección y un debate televisivo tuvo lugar entre los dos candidatos. Kocharyan llamó a los votantes en la segunda ronda para darle "una victoria convincente que nadie pueda cuestionar". Los resultados oficiales dieron como presidente a Kocharyan ganando justo por encima de dos tercios de los votos en la segunda ronda y por ello fue reelecto.
Cuando en la primera ronda la OSCE informó cantidades significativas de fraude electoral y seguidores numerosos de Demirchyan estuvieron arrestados antes de que la segunda ronda tuviera lugar. Demirchyan describió la elección como manipulada y pidió a sus partidarios que se reúnan contra los resultados. Decenas de miles de Armenios protestaron en los días después de la elección contra los resultados y se llamó al presidente Kocharyan a renunciar. Aun así Kocharyn estuvo jurando para un segundo plazo a comienzos de abril y el tribunal constitucional aprobó la elección, mientras recomendando que se haga un referéndum dentro de un año para confirmar el resultado de elección.

## Resultados
| Candidato                          | Partido                            | Primera ronda | Primera ronda | Segunda ronda | Segunda ronda |
| Candidato                          | Partido                            | Votos         | %             | Votos         | %             |
| ---------------------------------- | ---------------------------------- | ------------- | ------------- | ------------- | ------------- |
| Robert Kocharyan                   | Independiente                      | 710,674       | 49.48         | 1,044,591     | 67.45         |
| Stepan Demirchyan                  | Partido Popular de Armenia         | 399,757       | 28.22         | 504,011       | 32.55         |
| Artashes Geghamyan                 | Unidad Nacional                    | 250,145       | 17.66         |               |               |
| Aram Karapetyan                    | Independiente                      | 41,795        | 2.95          |               |               |
| Vazgen Manukyan                    | Unión Democrática Nacional         | 12,904        | 0.91          |               |               |
| Ruben Avagyan                      | Partido de los Armenios Unidos     | 5,788         | 0.41          |               |               |
| Aram Sargsyan                      | Partido Democrático de Armenia     | 3,034         | 0.21          |               |               |
| Garnik Margaryan                   | Madre Patria Y Dignidad            | 1,272         | 0.09          |               |               |
| Aram Harutyunyan                   | Partido de Acuerdo nacional        | 854           | 0.06          |               |               |
| Votos nulos/en blanco              | Votos nulos/en blanco              | 37,276        | –             | 14,469        | –             |
| Total                              | Total                              | 1,463,499     | 100           | 1,563,071     | 100           |
| Votantes registrados/participación | Votantes registrados/participación | 2,315,410     | 63.21         | 2,331,507     | 67.04         |
| Fuente: IFES                       |                                    |               |               |               |               |